# Pierre-Jacques Payen de Noyan
Pierre-Jacques Payen de Noyan et de Chavoy, né le 3 novembre 1695 à Montréal et mort le 30 décembre 1771 à  Paris, est un officier de la Nouvelle-France, capitaine des troupes de la Marine et commandant des forts Détroit, Frontenac et Saint-Frédéric.

## Biographie
Pierre-Jacques Payen de Noyan était le fils de l'officier Pierre Payen de Noyan et de Catherine-Jeanne Le Moyne de Longueuil et de Châteauguay, fille de Charles le Moyne de Longueil et de Châteauguay.
Pierre-Jacques Payen de Noyan s'engagea dans les troupes de la Marine, comme enseigne en 1712, puis lieutenant en 1722 et enfin capitaine en 1729. 
En 1721, il est nommé commandant du fort Frontenac pour quelque temps et sera remplacé par Jacques-Hugues Péan de Livaudière.
En 1724, il hérita du domaine de Chavoy en Normandie. 
En 1730, il séjourna en France où on l’avait fait venir pour qu’il présentât le projet d’une ligne de conduite à suivre à l’égard des Amérindiens de la Nation des Renards.
Le 17 novembre 1731, il épousa, à Montréal, Louise-Catherine d'Ailleboust de Manthet, fille de Nicolas d'Ailleboust de Manthet et de Françoise-Jeanne Denis.
En 1733, Pierre-Jacques Payen de Noyan devait aller prendre le commandement du fort Michillimakinac, mais la maladie l’en empêcha. 
En 1734, il est nommé commandant du fort Saint-Frédéric en remplacement de Claude Hertel de Beaulac, mais régulièrement souffrant, il est finalement remplacé en 1736 par François Lefebvre Duplessis Fabert.
En 1738, Pierre-Jacques Payen de Noyan fut nommé commandant du fort Pontchartrain du Détroit.
En 1741, reçut la croix de l'Ordre de Saint-Louis.
En 1746, Pierre-Jacques Payen de Noyan fut renommé commandant du fort Saint-Frédéric. Il avait établi de bonnes relations avec les Iroquois ce qui permit de conforter les positions françaises dans cette région. 
En 1749, il était nommé major de Montréal.
En mars 1756, il est élevé au grade de lieutenant de roi en poste à Trois-Rivières. Peu de temps après, il est renommé commandant du fort Frontenac.
En 1758, il fut en première ligne lors de la bataille de Fort Frontenac qui se déroula entre le 25 au 27 août 1758. Une force  anglo-américaine de 3 082 hommes, sous le commandement du lieutenant-colonel John Bradstreet du 60e Royal Americans, attaqua le fort Frontenac. La garnison était composée de seulement 110 Français, 8 Amérindiens, avec des femmes et des enfants. Et sur les 110 hommes, il y avait seulement 48 soldats et 5 officiers (des soldats des compagnies franches de la marine).  Un siège fut établi et le fort se rendit au bout de trois jours. Bradstreet et Noyan firent une entente selon laquelle Noyan devait être échangé contre un colonel de l'armée britannique détenu par les Français.
Après la reddition du Canada, Pierre-Jacques Payen de Noyan s'embarqua pour la France. Emprisonné à la prison de la Bastille de mars 1762 à décembre 1763 à propos de l’Affaire du Canada, il paraît n’avoir été responsable que de négligence et finalement condamné à une simple amende. 
Le 30 décembre 1771, Pierre-Jacques Payen de Noyan meurt à Paris.